# گرایپ واتر
گرایپ واتر (به انگلیسی: Gripe water) نوعی دارو است که برای درمان کولیک نوزادان، نفخ و سوءهاضمه نوزادان استفاده می‌شود.
گرایپ واتر حاوی گیاهانی است که باعث تسکین درد شکم می‌شود مثل شوید، رازیانه و نعناع. انواع مشابه تجاری این دارو عبارتند از گرایپ میکسچر و کاراوی واتر.
گرایپ واتر یک محصول دارویی بدون نسخه است که در بسیاری از کشورها برای تسکین کولیک و سایر مشکلات و ناراحتی‌های گوارشی نوزادان به فروش می‌رسد. فرمول اصلی Gripe water شامل الکل، شکر، بی‌کربنات سدیم و روغن شوید بود. محصولات امروزی الکل ندارند و ممکن است رازیانه، زنجبیل، بابونه یا بادرنجبویه را به عنوان جایگزین یا همزمان با روغن شوید شامل شوند. برخی از محصولات گرایپ واتر همچنان حاوی شکر هستند، در حالی که دیگران ممکن است زغال داشته باشند. مقدار مصرفی بطور معمول یک تا چند قاشق چای‌خوری (۵ میلی‌لیتر = یک قاشق چای‌خوری) در روز است.

#### تاریخچه

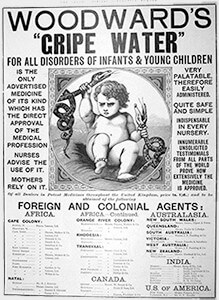
پوستری قدیمی از گرایپ واتر با متن تبلیغاتی درباره بچه‌ای که زیادی گریه می کند و برای والدین‌اش دشوار است که علت دقیق آن را بدانند. ولی او به قولنج (کولیک) مبتلاست و باید گرایپ واتر مصرف کند. منبع: coliccalm.com

گرایپ واتر در سال ۱۸۵۱ توسط ویلیام وودوارد، یک داروساز انگلیسی که دوره کارآموزی خود را در لینکلن‌شایر گذراند و بعدها کسب و کاری در ناتینگهام خرید، اختراع شد. گرایپ واتر به عنوان نسخه‌ای توسط پزشکان پذیرفته شد. در دهه ۱۸۴۰، نوزادان در شرق انگلستان به شرایطی بنام "تب مرداب (fen fever)" دچار بودند، و در همان زمان شیوع مالاریا در انگلستان وجود داشت. وودوارد الهام خود را از درمان‌های مالاریا و "تب مرداب" گرفت و متوجه شد که فرمول مورد استفاده برای درمان تب مرداب، آرام‌بخش مؤثری برای نوزادان ناآرام است و تسکین‌دهنده مشکلات گوارشی نوزادان است. فرمول اصلی گرایپ واتر وودوارد شامل ۳.۶٪ الکل، روغن شوید، بی‌کربنات سدیم، شکر و آب بود. وودوارد "گرایپ واتر" را در سال ۱۸۷۶ به عنوان علامت تجاری ثبت کرد و در ابتدا با شعار "مادربزرگ به مادر گفت و مادر به من گفت (Granny told Mother and Mother told me)" بازاریابی می‌شد.

#### کاربرد
فرمولاسیون گرایپ واتر اکنون بسته به برند و کشور تولید متفاوت است. در بیشتر کشورها از جمله ایران، الکل دیگر در محصول نیست. شکر ممکن است در محصول باشد یا نباشد. بی‌کربنات سدیم، روغن دانه شوید، روغن رازیانه و گاهی عصاره زنجبیل از جمله مواد تشکیل‌دهنده‌ای هستند که ادعا می‌شود مؤثر هستند.

#### هشدارهای سلامتی
مطالعات اخیر در مورد گرایپ واتر مهم بودن ماده موثره و فرمولاسیون آن را نشان میدهند. برند اصلی گرایپ واتر ایجاد شده توسط وودوارد  (از محبوب‌ترین برندهای امروز دنیا)، اوایل در اصل ترکیبی از الکل و شکر بود. سازمان‌های بهداشتی از محلی تا سطح بین‌المللی استفاده از آن را به دلیل تحقیقات ناکافی و ترکیبات بسیار متغیر برای نوزادان توصیه نمی‌کردند. در ایران، مجتمع صنایع دینه، اولین محصول بنام "محلول گرایپ واتر" را بدون الکل و بی‌کربنات سدیم و حاوی اسانس طبیعی زیره، نعنا و شوید به بازار عرضه کرده است. سایر تولیدکنندگان داروهای گیاهی ایرانی نیز محلولهای مشابهی فرموله کرده‌اند.
ترکیب دارویی هم رده گرایپ واتر بنام "گرایپ میکسچر" معروف است. این محلول درمانی نفخ نوزادان، معمولا حاوی ماده بی‌کربنات سدیم یا شیرین‌کننده‌های مصنوعی بوده و شواهد مطالعاتی از مضر بودن آن برای دستگاه گوارشی ناکامل نوزادان خبر میدهد؛ بنابراین مصرف آن بدون مشورت با پزشک توصیه نمی‌گردد و بهتر است ترکیب شیمیایی آن با توجه به سن نوزاد در نظر گرفته شود. منبع

## عوارض جانبی
گزارش‌هایی غیر رسمی از حساسیت و یبوست در صورت مصرف بیش از حد با توجه به نوع فرمولاسیون برند سازنده منتشر شده است.